# Bataille d'Affane
guerre privée entre les Fitzgerald et les Butler
La bataille d'Affane se déroula dans le comté de Waterford, dans le sud-est de l'Irlande, en 1565. Elle vit l'affrontement de l'armée des Fitzgerald, appartenant au comte de Desmond, et de celle des Butler, appartenant au comte d'Ormonde. La bataille s'acheva par la déroute des Desmond, appelés aussi Geraldines. Ce fut l'une des dernières batailles privées livrées en Grande-Bretagne et en Irlande.

## Causes de cette guerre privée
La province de Munster était dominée depuis le XIIIe siècle par deux dynasties anglo-irlandaises, les Fitzgeralds du Desmond et les Butler d'Ormonde. Le territoire des Fitzgerald, situé dans le sud et le sud-ouest de l'Irlande, recouvrait approximativement les comtés modernes de Cork, de Kerry et de Tipperary. Celui des Ormonde était centré sur la ville de Kilkenny, et se trouvait concentré sur les comtés actuels de Kilkenny, et Waterford, et également de Tipperary. En l'absence d'un gouvernement central fort, ces dynasties rivales se trouvèrent prises dans un cycle de violence, concrétisé par des raids constants, chaque camp tentant de consolider et d'étendre son territoire aux dépens de l'autre. Dans les années 1560, ces querelles continuelles dégénérèrent en une guerre à outrance.
La comtesse d'Ormonde, mère de Thomas Butler (10e comte d'Ormonde) et devenue veuve, se remaria avec Gerald Fitzgerald, 15e comte de Desmond, dans l'espoir de réconcilier les deux maisons. On a estimé que c'est grâce à son intervention qu'une issue pacifique fut trouvée en 1560 lors de l'affrontement de Bohermore, connu comme « la bataille qui n'eut pas lieu ». Pourtant, à sa mort en 1564, les hostilités reparurent, et les raids reprirent de part et d'autre
Alors que le conflit connaissait des hauts et des bas, Sir Maurice Fitzgerald, un vassal de Desmond résidant à la frontière des deux territoires, déclara son intention d'accepter la protection de son cousin germain, Ormonde. Afin de le contraindre à revenir à sa dépendance d'origine, Desmond rassembla ses troupes en janvier 1565, et fit route à l'est, à travers le Munster, vers le comté de Waterford. Ormonde mobilisa ses hommes pour intercepter les Geraldines à Affane, un gué sur le Finisk, un affluent du fleuve Blackwater, au pied des monts Knockmealdown, près de Lismore.

## La bataille
Les forces de Desmond étaient composées de la parenté Fitzgerald, de clans gaéliques irlandais alliés, comme les O'Connor et les O'Brien, et d'un ancien vassal des Ormonde, Sir Piers Butler de Cahir. Les troupes d'Ormonde étaient formées par les Butler, des alliés gaéliques et des mercenaires vieux-anglais.
Desmond quitta Lismore au lever du jour avec 80  à   100 cavaliers, 3 à 4 cents fantassins, plus quelques centaines de partisans, en compagnie des MacCarthy, des O'Sullivan, des McSheehy et des O'Connor. Il marcha sur l'abbaye de Beaulieu, plus haut point d'effet de la marée sur la Finisk, et il réclama là le service de Sir Maurice Fitzgerald dans la manière formelle réservée aux requêtes militaires des vassaux. Fitzgerald proposa un arbitrage, mais Desmond exigea la pure application des Lois de Brehon : aucun accord ne put être obtenu.
Desmond établit son camp, ordonna d'abattre 60 têtes de bétail et envoya quelques cavaliers mettre le feu à quelques maisons, avant d'envoyer le reste chercher du vin à Dungarvan. Trois maisons s'embrasèrent, pendant qu'Ormonde descendait de la montagne avec les O'Kennedy, les Gillapatrick et les Burke. Un habitant de l'endroit conseilla à Desmond d'attaquer immédiatement, pensant faussement qu'Ormonde lui-même était absent. Lord Power cependant le pressa de se retirer jusqu'à sa maison de Curraghmore et d'examiner sa position. Desmond estima que les forces adverses étaient faibles et qu'elles pourraient être prises facilement. Aussi choisit-il d'attaquer. Les Geraldines se mirent en route pour Dromana, dans la paroisse d'Affane, le siège des Fitzgerald dans le comté de Waterford, prenant au passage des renforts à Lismore.
À ce moment, Ormonde était arrivé au gué d'Affane, à peu de distance en aval du château de Lismore, où ses troupes virent passer par les chemins de traverse les fantassins de Desmond. Les hommes de Desmond hissèrent leur étendard, et les choses s'envenimèrent. Ormonde fut repéré par Desmond, qui éperonna immédiatement son cheval vers lui, provoquant un échange de quelques coups de feu. Ormonde se mit en formation défensive, et son frère, Edmund Butler, toucha d'un coup de pistolet Desmond à la hanche droite, lui brisant l'os iliaque et le faisant tomber de cheval. Leur chef tombé, les Geraldine furent mis en déroute, et les Butler les poursuivirent jusqu'aux bords de la rivière. Environ 300 Geraldines furent tués, beaucoup par noyade, après avoir été interceptés par des bateaux armés lors de la traversée de la rivière.
Comme Desmond captif quittait le champ de bataille porté à hauteur d'homme, un commandant Ormonde vint à sa hauteur en demandant avec jubilation : « Où est le grand seigneur Desmond ? ». À quoi celui-ci aurait rétorqué : « À une place qui lui convient, aux cous des Butler ». Desmond fut detenu à Clonmel, puis dans la ville de Waterford, où le juge Arnold le mit en état d'arrestation après une dispute juridique avec d'Ormonde.

## Conséquences
Élisabeth Ire d'Angleterre fut furieuse que deux maisons nobles se fussent livrer une bataille privée, défiant l'autorité royale dans le royaume d'Irlande. Le fait que les deux camps eussent arboré leurs étendards pendant la bataille fut considéré par elle comme un affront particulier, car cela représentait un rejet symbolique du monopole royal de décider d'une guerre. Les deux comtes furent convoqués à Londres pour expliquer leurs actions. Cependant les deux dynasties ne furent pas traitées de façon identique : le comte d'Ormonde, cousin de la reine et favori à la cour, parvint à convaincre Élisabeth que c'était les Geraldines les fautifs. En conséquence, Desmond, qui avait été amené devant le conseil privé sur une civière, et ses frères John et James furent arrêtés et emprisonnés à la tour de Londres. Le comte ne retourna dans le Miunster avec sa femme Eleanor que sept ans plus tard. Cette action contribua pour beaucoup à l'agitation du Munster, et, finalement, à la première rébellion du Desmond en 1569.